# Pierwszy gabinet Davida Camerona
Pierwszy gabinet Davida Camerona – gabinet Wielkiej Brytanii urzędujący od 11 maja 2010 do 8 maja 2015. Był pierwszym od zakończenia II wojny światowej gabinetem koalicyjnym. Tworzyły go Partia Konserwatywna oraz, jako mniejszy partner, Liberalni Demokraci. Sytuacja taka wynikała z faktu, iż żadna partia nie była w stanie samodzielnie stworzyć rządu większościowego, gdyż żadna nie uzyskała w wyborach bezwzględnej większości w Izbie Gmin.

## Okoliczności powstania i dymisji
Gabinet urzędował przez pełną kadencję parlamentu. Powstał po wyborach przeprowadzonych 6 maja 2010 roku. David Cameron odebrał nominację na premiera z rąk królowej Elżbiety II w dniu 11 maja. Nominacje członków gabinetu nastąpiły 12 maja, zaś 13 maja gabinet spotkał się na inauguracyjnym posiedzeniu.
8 maja 2015 odbyły się kolejne wybory, co automatycznie oznaczało zakończenie urzędowania dotychczasowego gabinetu. Partia Konserwatywna zdobyła w nich samodzielną większość w Izbie Gmin, w związku z czym mogła utworzyć jednopartyjny drugi gabinet Davida Camerona.

## Skład
Legenda skrótów partii: C – Partia Konserwatywna, LD – Liberalni Demokraci
| Stanowisko                                                                                               | Osoba                                                | Partia                                               | Od                                                   | Do                                                   |
| --- | ---------------------------------------------------- | ---------------------------------------------------- | ---------------------------------------------------- | ---------------------------------------------------- |
| Premier                                                                                                  | David Cameron                                        | C                                                    | 11 maja 2010                                         | 8 maja 2015                                          |
| Wicepremier                                                                                              | Nick Clegg                                           | LD                                                   | 11 maja 2010                                         | 8 maja 2015                                          |
| Pierwszy lord skarbu                                                                                     | David Cameron                                        | C                                                    | 11 maja 2010                                         | 8 maja 2015                                          |
| Minister służby cywilnej                                                                                 | David Cameron                                        | C                                                    | 11 maja 2010                                         | 8 maja 2015                                          |
| Lord przewodniczący Rady                                                                                 | Nick Clegg                                           | LD                                                   | 11 maja 2010                                         | 8 maja 2015                                          |
| Minister spraw zagranicznych i Wspólnoty Narodów                                                         | William Hague                                        | C                                                    | 12 maja 2010                                         | 15 lipca 2014                                        |
| Minister spraw zagranicznych i Wspólnoty Narodów                                                         | Philip Hammond                                       | C                                                    | 15 lipca 2014                                        | 8 maja 2015                                          |
| Pierwszy sekretarz stanu                                                                                 | William Hague                                        | C                                                    | 12 maja 2010                                         | 8 maja 2015                                          |
| Kanclerz skarbu                                                                                          | George Osborne                                       | C                                                    | 11 maja 2010                                         | 8 maja 2015                                          |
| Lord kanclerz                                                                                            | Kenneth Clarke                                       | C                                                    | 12 maja 2010                                         | 4 września 2012                                      |
| Lord kanclerz                                                                                            | Chris Grayling                                       | C                                                    | 4 września 2012                                      | 8 maja 2015                                          |
| Minister sprawiedliwości                                                                                 | Kenneth Clarke                                       | C                                                    | 12 maja 2010                                         | 4 września 2012                                      |
| Minister sprawiedliwości                                                                                 | Chris Grayling                                       | C                                                    | 4 września 2012                                      | 8 maja 2015                                          |
| Minister spraw wewnętrznych                                                                              | Theresa May                                          | C                                                    | 11 maja 2010                                         | 8 maja 2015                                          |
| Minister ds. kobiet i równości (od 09.04 do 15.07.2014 minister ds. równości)                            | Theresa May                                          | C                                                    | 11 maja 2010                                         | 4 września 2012                                      |
| Minister ds. kobiet i równości (od 09.04 do 15.07.2014 minister ds. równości)                            | Maria Miller                                         | C                                                    | 4 września 2012                                      | 9 kwietnia 2014                                      |
| Minister ds. kobiet i równości (od 09.04 do 15.07.2014 minister ds. równości)                            | Sajid Javid                                          | C                                                    | 9 kwietnia 2014                                      | 15 lipca 2014                                        |
| Minister ds. kobiet i równości (od 09.04 do 15.07.2014 minister ds. równości)                            | Nicky Morgan                                         | C                                                    | 15 lipca 2014                                        | 8 maja 2015                                          |
| Minister obrony                                                                                          | Liam Fox                                             | C                                                    | 12 maja 2010                                         | 14 października 2011                                 |
| Minister obrony                                                                                          | Philip Hammond                                       | C                                                    | 14 października 2011                                 | 15 lipca 2014                                        |
| Minister obrony                                                                                          | Michael Fallon                                       | C                                                    | 15 lipca 2014                                        | 8 maja 2015                                          |
| Minister ds. biznesu, innowacyjności i umiejętności                                                      | Vince Cable                                          | LD                                                   | 12 maja 2010                                         | 8 maja 2015                                          |
| Minister pracy i emerytur                                                                                | Iain Duncan Smith                                    | C                                                    | 12 maja 2010                                         | 8 maja 2015                                          |
| Minister energii i zmian klimatycznych                                                                   | Chris Huhne                                          | LD                                                   | 12 maja 2010                                         | 5 lutego 2012                                        |
| Minister energii i zmian klimatycznych                                                                   | Ed Davey                                             | LD                                                   | 5 lutego 2012                                        | 8 maja 2015                                          |
| Minister zdrowia                                                                                         | Andrew Lansley                                       | C                                                    | 12 maja 2010                                         | 4 września 2012                                      |
| Minister zdrowia                                                                                         | Jeremy Hunt                                          | C                                                    | 4 września 2012                                      | 8 maja 2015                                          |
| Minister edukacji                                                                                        | Michael Gove                                         | C                                                    | 12 maja 2010                                         | 15 lipca 2014                                        |
| Minister edukacji                                                                                        | Nicky Morgan                                         | C                                                    | 15 lipca 2014                                        | 8 maja 2015                                          |
| Minister społeczności i samorządów lokalnych                                                             | Eric Pickles                                         | C                                                    | 12 maja 2010                                         | 8 maja 2015                                          |
| Minister transportu                                                                                      | Philip Hammond                                       | C                                                    | 12 maja 2010                                         | 14 października 2011                                 |
| Minister transportu                                                                                      | Justine Greening                                     | C                                                    | 14 października 2011                                 | 4 września 2012                                      |
| Minister transportu                                                                                      | Patrick McLoughlin                                   | C                                                    | 4 września 2012                                      | 8 maja 2015                                          |
| Minister środowiska, żywności i spraw wsi                                                                | Caroline Spelman                                     | C                                                    | 12 maja 2010                                         | 4 września 2012                                      |
| Minister środowiska, żywności i spraw wsi                                                                | Owen Paterson                                        | C                                                    | 4 września 2012                                      | 15 lipca 2014                                        |
| Minister środowiska, żywności i spraw wsi                                                                | Elizabeth Truss                                      | C                                                    | 15 lipca 2014                                        | 8 maja 2015                                          |
| Minister rozwoju międzynarodowego                                                                        | Andrew Mitchell                                      | C                                                    | 12 maja 2010                                         | 4 września 2012                                      |
| Minister rozwoju międzynarodowego                                                                        | Justine Greening                                     | C                                                    | 4 września 2012                                      | 8 maja 2015                                          |
| Minister ds. Irlandii Północnej                                                                          | Owen Paterson                                        | C                                                    | 12 maja 2010                                         | 4 września 2012                                      |
| Minister ds. Irlandii Północnej                                                                          | Theresa Villiers                                     | C                                                    | 4 września 2012                                      | 8 maja 2015                                          |
| Minister ds. Szkocji                                                                                     | Danny Alexander                                      | LD                                                   | 12 maja 2010                                         | 29 maja 2010                                         |
| Minister ds. Szkocji                                                                                     | Michael Moore                                        | LD                                                   | 29 maja 2010                                         | 7 października 2013                                  |
| Minister ds. Szkocji                                                                                     | Alistair Carmichael                                  | LD                                                   | 7 października 2013                                  | 8 maja 2015                                          |
| Minister ds. Walii                                                                                       | Cheryl Gillan                                        | C                                                    | 12 maja 2010                                         | 4 września 2012                                      |
| Minister ds. Walii                                                                                       | David Jones                                          | C                                                    | 4 września 2012                                      | 15 lipca 2014                                        |
| Minister ds. Walii                                                                                       | Stephen Crabb                                        | C                                                    | 15 lipca 2014                                        | 8 maja 2015                                          |
| Minister kultury, mediów, sportu i igrzysk olimpijskich (od 4.09.2012 minister kultury, mediów i sportu) | Jeremy Hunt                                          | C                                                    | 12 maja 2010                                         | 4 września 2012                                      |
| Minister kultury, mediów, sportu i igrzysk olimpijskich (od 4.09.2012 minister kultury, mediów i sportu) | Maria Miller                                         | C                                                    | 4 września 2012                                      | 9 kwietnia 2014                                      |
| Minister kultury, mediów, sportu i igrzysk olimpijskich (od 4.09.2012 minister kultury, mediów i sportu) | Sajid Javid                                          | C                                                    | 9 kwietnia 2014                                      | 8 maja 2015                                          |
| Naczelny sekretarz skarbu                                                                                | David Laws                                           | LD                                                   | 12 maja 2010                                         | 29 maja 2010                                         |
| Naczelny sekretarz skarbu                                                                                | Danny Alexander                                      | LD                                                   | 29 maja 2010                                         | 8 maja 2015                                          |
| Przewodniczący Izby Lordów                                                                               | Thomas Galbraith                                     | C                                                    | 12 maja 2010                                         | 7 stycznia 2013                                      |
| Przewodniczący Izby Lordów                                                                               | Jonathan Hill                                        | C                                                    | 7 stycznia 2013                                      | 15 lipca 2014                                        |
| Przewodniczący Izby Lordów                                                                               | Od 15.07.2014 stanowisko przeniesione poza Gabinet.  |                                                      |                                                      |                                                      |
| Kanclerz Księstwa Lancaster                                                                              | Thomas Galbraith                                     | C                                                    | 12 maja 2010                                         | 7 stycznia 2013                                      |
| Kanclerz Księstwa Lancaster                                                                              | Jonathan Hill                                        | C                                                    | 7 stycznia 2013                                      | 15 lipca 2014                                        |
| Kanclerz Księstwa Lancaster                                                                              | Od 15.07.2014 stanowisko przeniesione poza Gabinet.  |                                                      |                                                      |                                                      |
| Przewodniczący Izby Gmin                                                                                 | Do 15.07.2014 stanowisko pozostawało poza Gabinetem. | Do 15.07.2014 stanowisko pozostawało poza Gabinetem. | Do 15.07.2014 stanowisko pozostawało poza Gabinetem. | Do 15.07.2014 stanowisko pozostawało poza Gabinetem. |
| Przewodniczący Izby Gmin                                                                                 | William Hague                                        | C                                                    | 15 lipca 2014                                        | 8 maja 2015                                          |
| Minister bez teki                                                                                        | Sayeeda Warsi                                        | C                                                    | 12 maja 2010                                         | 4 września 2012                                      |